# 愛は最悪の孤独
「愛は最悪の孤独」（仏: Je danse dans ma tête（）、英: I Dance in My Head=私は頭の中で踊りつづける）はセリーヌ・ディオンのアルバム『フランス物語〜セリーヌ・ディオン、プラモンドンを歌う』からのシングル。カナダでは3枚目のシングル（ラジオリリースのみ）として1992年3月に、フランスでは1枚目の商用シングルとして1992年4月にリリースされた。
原題である「Je danse dans ma tête（）」の意味は「私は頭の中で踊りつづける」であり、邦題の「愛は最悪の孤独」は歌詞の一部である「l'amour est la pire des solitudes（）」から来ている。

## 概要
リミックス版の「ヨーロッパ・ミックス」、「クラブ・ヨーロッパ・ミックス」はフランク国内の販促用シングルに収録されている。
ミュージックビデオはアラン・デロシェールの監督で撮影され、1992年4月にリリースされた。また、このビデオは1992年のマッチミュージック・ビデオ・アワードアダルト・コンテンポラリー・ビデオ部門にて最優秀賞を受賞した。2005年に発売された「オン・ヌ・シャンジュ・パ」に収録されている。
ライブアルバム『ア・ロランピア』にはこの曲のライブバージョンが収録されている。2005年に発売されたディオンのフランス語版ベスト・アルバム『オン・ヌ・シャンジュ・パ』にも収録されている。
チャート成績としては1992年3月23日にケベック有線チャートの圏内に入って以降、14週間連続でランクインし、最高位3位を記録した。

## 収録曲
フランス版CDシングル
1. 「愛は最悪の孤独」 – 4:14
2. 「ジギィ」 – 2:58

フランス版CDマキシシングル
1. 「愛は最悪の孤独」 – 4:14
2. 「ジギィ」 – 2:58
3. 「愛の世界」 – 3:10

## 公式編曲版
1. 「愛は最悪の孤独」（ヨーロッパ・ミックス） – 4:34
2. 「愛は最悪の孤独」（クラブ・ヨーロッパ・ミックス） – 6:34
3. 「愛は最悪の孤独」（アルバム・バージョン） – 4:14

## チャート
| チャート（1992年）   | 最高位 |
| -------------------- | ------ |
| ケベック有線チャート | 3      |